# Cerodontha palustris
Cerodontha palustris är en tvåvingeart som beskrevs av Nowakowski 1972. Cerodontha palustris ingår i släktet Cerodontha och familjen minerarflugor. Inga underarter finns listade i Catalogue of Life.